# Link-state
Link-state je jeden ze dvou hlavních kategorií směrovacích protokolů používaných v paketových sítích. (Druhou je distance-vector.) Jsou určeny pro použití v rámci domény pod jednotnou správou (např. v rámci jedné společnosti) - je to tzv. IS-IS protokol. Jedním z link-state protokolů je OSPF.

## Princip protokolu link-state
Směrovač používající link-state protokol zjistí, jaké má sousední směrovače, a pomocí HELLO paketu pravidelně testuje jejich dostupnost. Následovně vysílá do sítě oběžníky (multicast), které informují směrovače, jaké má sousedy. Takže každý router v síti má k dispozici informace o všech routerech a tyto informace si uloží do své interní databáze. Princip vysílání umožní směrovačům zmapovat dostupnost celé sítě. Pokud přijde na směrovač paket, který se má přeposlat do jiné sítě, tak směrovač identifikuje IP adresu příjemce a pomocí algoritmu nejkratší cesty určí ze své interní databáze nejbližší směrovač příjemce.
Nevýhody protokolu jsou, že je nutné rozsáhlejší sítě rozdělit do oblastí, protože zaplavování pakety zatěžuje sít.